# Мільгідун
Мільгіду́н (рос. Мильгидун) — село у складі Чернишевського району Забайкальського краю, Росія. Адміністративний центр Мільгідунського сільського поселення.

## Населення
Населення — 717 осіб (2010; 771 у 2002).
Національний склад (станом на 2002 рік):
- росіяни — 97 %